# Warbringer
A Warbringer egy amerikai thrash metal zenekar. 2004-ben alakult meg a kaliforniai Newbury Parkban, Onslaught néven. Az alapító tagok John Laux és Victor Mikhaltsevich voltak.
Megalakulásuk után nem sokkal kénytelenek voltak nevet változtatni, mert Onslaught névvel már tevékenykedik egy brit thrash metal zenekar is. Pályafutásuk alatt öt nagylemezt, egy EP-t és egy demót jelentettek meg.
Első négy nagylemezüket a Century Media adta ki. 2017-ben szerződtek a Napalm Records kiadóhoz.

## Tagok
- John Kevill - éneklés (2004-)
- Adam Caroll - gitár (2007-2012, 2013-), dobok (2004-2006)
- Carlos Cruz - dobok (2011-2014, 2015-)
- Jessie Sanchez - basszusgitár (2016-)
- Chase Becker - gitár (2016)

## Diszkográfia
- War Without End (2008)
- Waking into Nightmares (2009)
- Worlds Torn Asunder (2011)
- IV: Empires Collapse (2013)
- Woe to the Vanquished (2017)

## Egyéb kiadványok

### Demók
- Born of the Ruins (2005)

### EP-k
- One by One, The Wicked Fall (2006)